# Emilio Lucchini
Emilio Lucchini (* 1904 in Montagnola; † 30. November 1975 ebenda) war ein Schweizer Offizier und Kommandant der Grenzbrigade 9.

## Leben
Am Anfang seiner Karriere besuchte Lucchini 1931–1932 die Militärschule der ETH Zürich; im Jahr 1938, im Rang eines Hauptmanns, wurde er für einen Zeitraum von zwei Monaten dem 1. Grenadierregiment der Grenadierdivision Sardinien, stationiert in Rom, zugewiesen. Später hatte Lucchini das Kommando der Gebirgsversorgungskompanie 11/96, dann das des Gebirgsinfanteriebataillons 96 sowie des Grenzbataillons 228, weiter das des Gebirgsinfanterieregiments 32 sowie des Grenzregiments 64 und schliesslich vom 15. September 1956 bis 31. Dezember 1959 das der Grenzbrigade 9 inne. Zwischen den Kommandos gab es einen Wechseldienst als Offizier im Generalstab der Grenzbrigade 9 und der San Gottardo Südfront, dann Kommandant der SM Grenzbrigade 9.
In der Tätigkeit als Instruktor auf dem Waffenplatz Bellinzona, mit Ausnahme einer Unterbrechung von zwei Jahren auf dem Waffenplatz in Lausanne, leitete er als Oberst der Infanterie Rekrutenschulen von 1947 bis 1952. Ab 1957 war er Militärattaché an der Schweizer Botschaft in Rom und später Leiter des Informationsdienstes bei der SMG. In seinem neuen Rang wurde er als Brigadier Kommandant der Territorialzone 9.
Major Lucchini war seit 1942 Redaktor der Rivista militare ticinese. Später war er mehrere Jahre Chefredaktor der Rivista militare della Svizzera italiana, dann Redaktor bis 1975. Im Jahr 1944 veranstaltete die Vereinigung «CASI» (Circolo degli amici della Svizzera italiana) eine vaterländische Kundgebung in Chur. Sprecher waren Guido Calgari, Bruno Pedrazzini und Emilio Lucchini. Von 1941 bis 1944 war Lucchini Präsident der Società Cantonale Ticinese degli Ufficiali.

## Schriften
- Il sott’ufficiale nell’unità. In: Rivista militare della Svizzera italiana. 19. Jg., Nr. 2, März/April 1948, S. 37–43 (Digitalisat auf E-Periodica).
- Ten. Leonardo Spiess. (Nachruf).  In: Rivista militare della Svizzera italiana. 19. Jg., Nr. 5, September/Oktober 1948 (Digitalisat auf E-Periodica der ETH Zürich).